# Scott Morrison
Scott John Morrison  (Sídney, 13 de mayo de 1968) es un político australiano, líder del Partido Liberal y primer ministro de Australia desde 2018 hasta 2022. Es miembro de la Cámara de Representantes desde 2007, representando a la división de Cook en Nueva Gales del Sur.

## Biografía

### Primeros años
Morrison nació en Waverley, un suburbio de Sídney y estudió Geografía económica en la Universidad de Nueva Gales del Sur. Después de graduarse trabajó en el turismo, primero como director de la Oficina de Turismo y Deporte de Nueva Zelanda desde 1998 hasta 2000 y posteriormente se convirtió en el director de la agencia gubernamental de promoción del turismo de Australia desde 2004 hasta 2006. En el tiempo entre ambos puestos, fue director del Partido Liberal en Nueva Gales del Sur desde 2000 hasta 2004.
Morrison fue elegido para la Cámara de Representantes en las elecciones federales de Australia de 2007. Tras la victoria de la Coalición en las elecciones federales de 2013, fue designado en el gabinete de Tony Abbott como ministro para la Inmigración y Protección de Fronteras. Luego fue designado ministro de Servicios Sociales a finales de 2014. Cuando Malcolm Turnbull reemplazó a Abbott como primer ministro en septiembre de 2015, Morrison fue designado ministro del Tesoro de Australia.

### Primer ministro
En agosto de 2018, el primer ministro Malcolm Turnbull fue desafiado en su liderazgo del Partido Liberal por el ministro Peter Dutton, y ganó por 48 votos a 35. Las tensiones internas al partido continuaron y tras una declaración de vacancia y en ausencia de una candidatura de Turnbull, Morrison fue elegido líder el 24 de agosto derrotando a Dutton y a Julie Bishop, y asumió como primer ministro de Australia el mismo día.
En las elecciones federales de 2019 la Coalición Liberal-Nacional resultó ganadora, hecho que aseguró la permanencia de Morrison en el cargo.
Su gobierno es muy criticado por su falta de interés en temas ambientales y climáticos, prefiriendo defender los intereses de la industria del carbón y de la industria minera. Morrison recibió críticas por el manejo de la situación durante la extraordinaria temporada de incendios forestales de 2019-2020.
En 2021, Scott Morrison se enfrenta a la presión de un sector creciente de la opinión pública y de los países aliados para que actúe contra el calentamiento global. A continuación, insinúa que consideraría la posibilidad de que Australia tuviera cero emisiones netas de carbono en 2050. Dentro de su gobierno de coalición, el Partido Nacional reaccionó negativamente: el 21 de junio, el partido destituyó a su propio líder, el vice primer ministro Michael McCormack, acusándole de no haberse enfrentado con suficiente firmeza a esta perspectiva, y su nuevo líder, Barnaby Joyce, fue encargado por el partido de frenar los avances en materia de calentamiento global. Muchos funcionarios de la coalición conservadora tienen estrechos vínculos con la industria minera y niegan la existencia del cambio climático o tratan de minimizar sus consecuencias. El primer ministro anunció posteriormente que no fijaría objetivos de neutralidad de carbono.
El 16 de septiembre de 2021, Scott Morrison anunció junto con el primer ministro británico Boris Johnson y el presidente estadounidense Joe Biden el lanzamiento de la asociación AUKUS, una alianza estratégica y militar tripartita dirigida contra China en la cuenca del Indo-Pacífico. El acuerdo permitirá a Australia convertirse en el séptimo país del mundo en contar con submarinos navales de propulsión nuclear, con tecnología estadounidense.